# مركز الصين التجاري العالمي
مركز الصين التجاري العالمي (بالصينية: 中国国际贸易中心) مركز تجاري عالمي يقع في حي تشاويانغ، الحي التجاري المركزي في العاصمة الصينية بكين.
بدأ بناء المجمع في عام 1985 واكتمل في عام 2010 بعد الانتهاء من برج مركز التجارة العالمي 3 (الصين). يعتبر المركز أكبر مجمع للبناء في بكين يتكون من حوالي 14 مبنى ويضم فندق شانغريلا، يضم المركز ثلاثة ناطحات سحاب بالإضافة إلى مراكز التسوق ومكاتب وشقق وغرف مؤتمرات وقاعة معارض. فاز المركز بالعديد من الجوائز والإنجازات خلال السنوات القليلة الماضية، يعد مبنى مركز التجارة العالمى 3، أحد أهم مباني المركز، وهو كذلك أعلى مبنى في بكين ويصل ارتفاعة إلى 330 متر، افتتح المركز رسميا في 30 أغسطس سنة 1990.